# Nirivilo
Nirivilo (del mapudungun ngürüfilu, «guirivilo», culebra-zorro, un animal mítico) es una localidad chilena ubicada en la comuna de San Javier, en la Región del Maule. Su arquitectura colonial hizo que fuera declarado Zona Típica en 1985.

## Historia
Nirivilo fue entre 1891 y 1927 cabecera de la comuna del mismo nombre, en el desaparecido Departamento de Constitución de la Provincia de Maule. Hoy día, la mayor parte del territorio de la ex comuna se halla en San Javier, salvo una pequeña parte que hoy está en Constitución.
Nirivilo destaca por el estilo arquitectónico colonial presente en la mayoría de sus construcciones, por lo cual fue declarada Zona Típica en 1985. Asimismo, destaca su iglesia, que fue declarada Monumento Nacional en 1984.

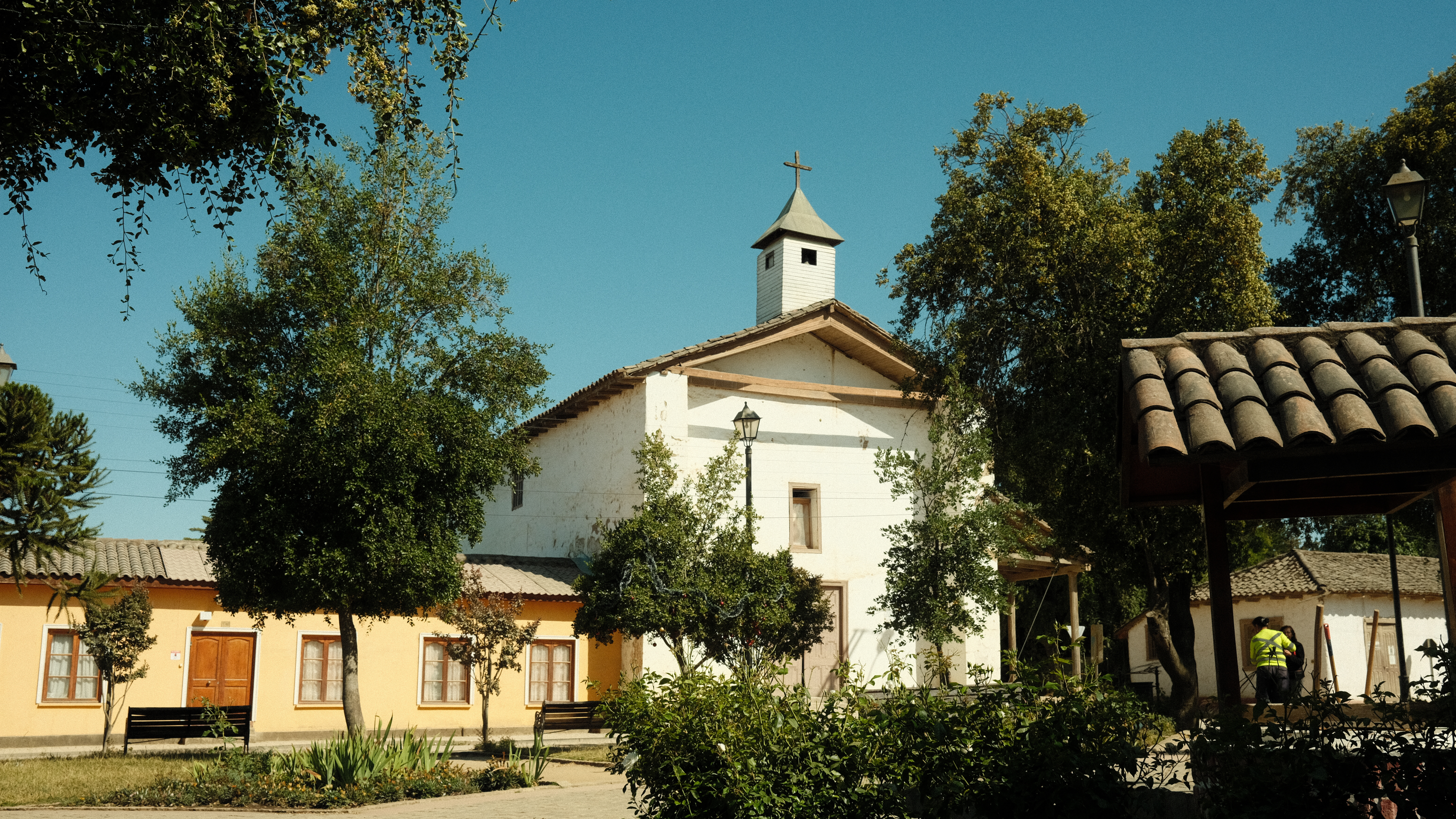
Plaza e Iglesia de Nirvilo

La tradición señala que en el lugar vivían parientes directos de Isabel Riquelme y, por consiguiente, del prócer chileno Bernardo O'Higgins.

## Marco Geográfico

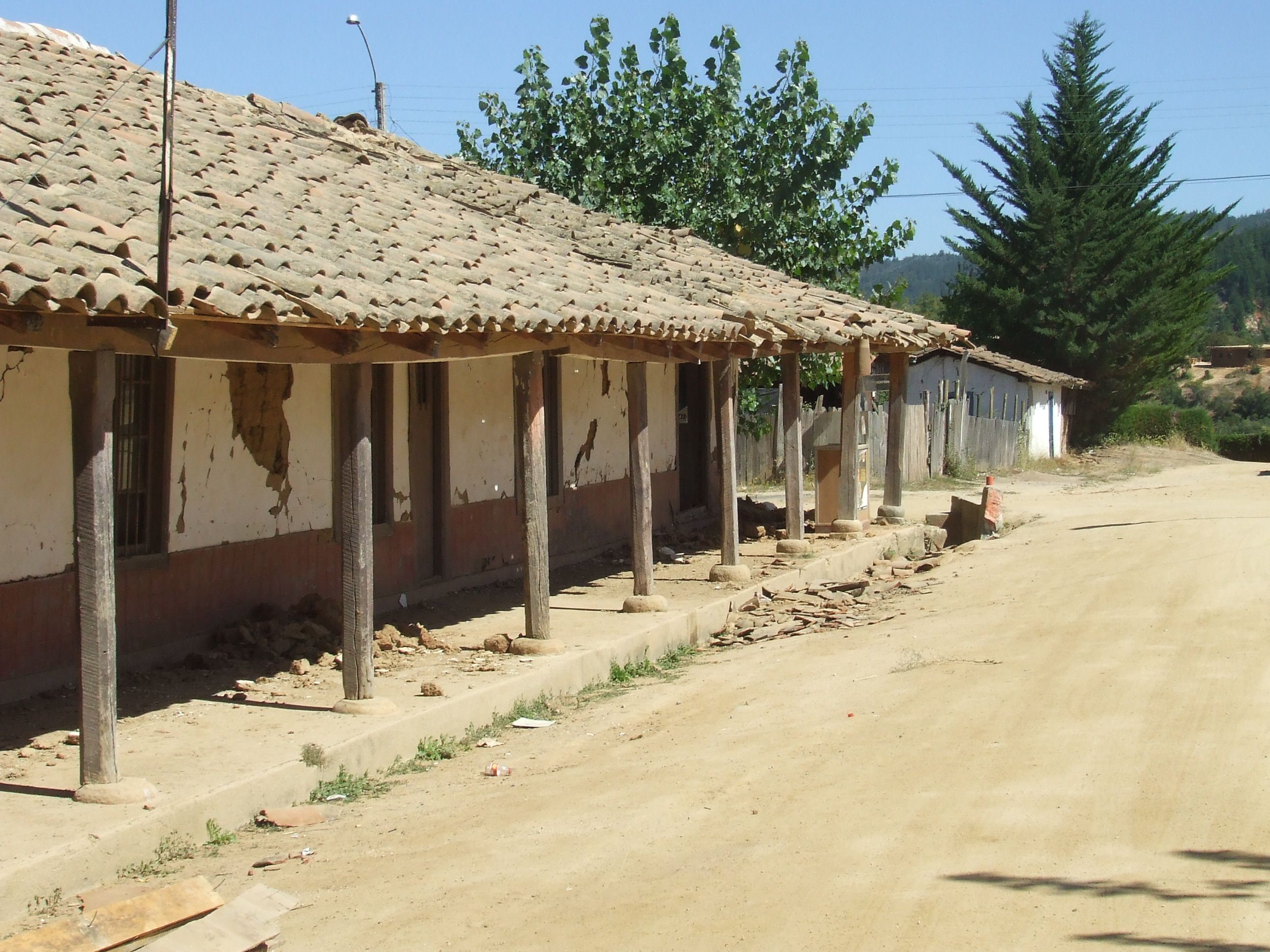
Gran parte de las antiguas casas de adobe de Nirivilo fueron destruidas por el terremoto de 2010.

Se encuentra geoespacialmente localizado entre los 35°33’ de latitud sur y 72°05’ de longitud oeste.
Se ubica en una depresión geográfica enclavada en el centro y en la extensa cordillera de la costa; en una especie de Valle central; a corta distancia del río Purapel en la falda S.O. del monte Mingre, con regular caserío. Estaba rodeado de flora autóctona, bosque nativo y del cultivo extensivo de la tierra: trigo, legumbres, maíz y viñas (situación que ha cambiado hace 3 décadas atrás por la plantación forestal extensiva del pino insigne). 
Se emplaza a 40 km al oeste de la ciudad de San Javier, al norte de la localidad de Empedrado, a 52 km al este de Constitución y a 16 km de la estación de ferrocarriles de Pichamán (Ramal Talca-Constitución).